# Don-Bosco-Straße
Don-Bosco-Straßen sind nach dem italienischen Ordensgründer Johannes Bosco (1815–1888) benannte Straßen. Der Straßenname Don-Bosco-Straße umfasst auch alle Wege, Gassen, Alleen, Plätze usw.

## Bekannte Don-Bosco-Straßen
| Artikel                              | Ort                              | Frühere Namen | Jahr der Benennung | Besonderheiten                                                              |
| ------------------------------------ | -------------------------------- | ------------- | ------------------ | --------------------------------------------------------------------------- |
| Don-Bosco-Straße (Aachen)            | Aachen                           |               |                    |                                                                             |
| Don-Bosco-Weg (Altötting)            | Altötting                        |               |                    |                                                                             |
| Don-Bosco-Straße (Amberg)            | Amberg                           |               |                    |                                                                             |
| Don-Bosco-Platz (Augsburg)           | Augsburg                         |               |                    | Don-Bosco-Kirche (Augsburg) (Don-Bosco-Platz 1, 3 und 5)                    |
| Don-Bosco-Straße (Bamberg)           | Bamberg                          |               |                    |                                                                             |
| Don-Bosco-Straße (Benediktbeuern)    | Benediktbeuern                   |               |                    | Kloster Benediktbeuern (Don-Bosco-Straße 1 und 3)                           |
| Don-Bosco-Straße (Bergisch Gladbach) | Bergisch Gladbach                |               |                    |                                                                             |
| Don-Bosco-Steig (Berlin-Wannsee)     | Berlin-Wannsee                   |               | 1980               |                                                                             |
| Don-Bosco-Weg (Betzdorf)             | Betzdorf                         |               |                    |                                                                             |
| Don-Bosco-Straße (Bocholt)           | Bocholt                          |               |                    |                                                                             |
| Don-Bosco-Platz (Bozen)              | Bozen                            |               |                    | siehe auch Quartier Don Bosco (Bozen)                                       |
| Don-Bosco-Weg (Dellmensingen)        | Dellmensingen                    |               |                    |                                                                             |
| Don-Bosco-Weg (Dietenheim)           | Dietenheim                       |               |                    |                                                                             |
| Don-Bosco-Straße (Eschelbach)        | Eschelbach an der Ilm (Wolnzach) |               |                    | St. Emmeram (Don-Bosco-Straße 7)                                            |
| Don-Bosco-Weg (Freren)               | Freren                           |               |                    |                                                                             |
| Don-Bosco-Straße (Fulda)             | Fulda                            |               |                    |                                                                             |
| Don-Bosco-Straße (Forchheim)         | Forchheim                        |               |                    |                                                                             |
| Avenida Don Bosco                    | Granada (Spanien)                |               |                    |                                                                             |
| Don-Bosco-Straße (Germering)         | Germering                        |               |                    |                                                                             |
| Don-Bosco-Weg (Goldenstedt)          | Goldenstedt                      |               |                    | Don Bosco Schule Lutten                                                     |
| Don-Bosco-Weg (Graz)                 | Graz                             |               |                    |                                                                             |
| Don-Bosco-Weg (Gronau)               | Gronau (Westf.)                  |               |                    |                                                                             |
| Don-Bosco-Weg (Hannover)             | Hannover                         |               |                    |                                                                             |
| Don-Bosco-Straße (Helmstadt)         | Helmstadt                        |               |                    |                                                                             |
| Don-Bosco-Straße (Jünkerath)         | Jünkerath                        |               |                    |                                                                             |
| Don-Bosco-Straße (Köln)              | Köln                             |               |                    |                                                                             |
| Don-Bosco-Straße (Korschenbroich)    | Korschenbroich                   |               |                    | Neuer Ratsaal (Don-Bosco-Straße 6), Wegekreuz Don-Bosco-Straße              |
| Don-Bosco-Straße (Lebach)            | Lebach (Thalexweiler)            |               |                    |                                                                             |
| Don-Bosco-Weg (Linz)                 | Linz                             |               |                    |                                                                             |
| Don-Bosco-Allee (Maroldsweisbach)    | Maroldsweisbach                  |               |                    | Schloss Pfaffendorf (Don-Bosco-Allee-2)                                     |
| Don-Bosco-Weg (Meckenbeuren)         | Meckenbeuren                     |               |                    |                                                                             |
| Don-Bosco-Weg (Memmingen)            | Memmingen                        |               |                    |                                                                             |
| Avenida Don Bosco (Morón)            | Morón (Argentinien)              |               |                    |                                                                             |
| Don-Bosco-Straße (Nürnberg)          | Nürnberg                         |               |                    |                                                                             |
| Don-Bosco-Weg (Olpe)                 | Olpe                             |               |                    |                                                                             |
| Don-Bosco-Straße (Ottering)          | Moosthenning-Ottering            |               |                    | Sportanlage des FC Ottering an der Don-Bosco-Straße                         |
| Don-Bosco-Weg (Rhede)                | Rhede                            |               |                    |                                                                             |
| Don-Bosco-Straße (Rheine)            | Rheine (Mesum)                   |               |                    |                                                                             |
| Don-Bosco-Straße (Sankt Arnual)      | Sankt Arnual (Saarbrücken)       |               |                    | Don-Bosco-Jugendheim (Don-Bosco-Straße 1), heute Landesamt für Umweltschutz |
| Don-Bosco-Straße (Seligenstadt)      | Seligenstadt                     |               |                    |                                                                             |
| Don-Bosco-Straße (Sinntal)           | Sinntal                          |               |                    |                                                                             |
| Don-Bosco-Straße (Stolberg)          | Stolberg (Rheinland)             |               |                    |                                                                             |
| Don-Bosco-Straße (Taufkirchen)       | Taufkirchen (Vils)               |               |                    |                                                                             |
| Don-Bosco-Straße (Troisdorf)         | Troisdorf                        |               |                    |                                                                             |
| Don-Bosco-Straße (Unterwaltersdorf)  | Unterwaltersdorf                 |               |                    | Don Bosco Gymnasium Unterwaltersdorf (Don-Bosco-Straße 20)                  |
| Don-Bosco-Straße (Velbert)           | Velbert                          |               |                    |                                                                             |
| Don-Bosco-Straße (Venusberg)         | Venusberg (Bonn)                 |               | 1956               | Waldschule Bonn (Don-Bosco-Straße 1)                                        |
| Don-Bosco-Weg (Viersen)              | Viersen                          |               |                    | Don-Bosco-Heim                                                              |
| Don-Bosco-Straße (Vohenstrauß)       | Vohenstrauß                      |               |                    |                                                                             |
| Don-Bosco-Weg (Wien-Floridsdorf)     | Wien-Floridsdorf                 |               | 1996               |                                                                             |
| Don-Bosco-Gasse (Wien-Liesing)       | Wien-Liesing                     |               |                    | Don Bosco Familie: Pfarrkirche Inzersdorf-Neustift                          |
| Don-Bosco-Weg (Wipperfürth)          | Wipperfürth                      |               |                    |                                                                             |
| Don-Bosco-Weg (Wolfsberg)            | Wolfsberg (Kärnten) (Gries)      |               |                    |                                                                             |
| Don Boskov trg                       | Celje (Slowenien)                |               |                    | Don Boskov center (Don-Bosco-Zentrum)                                       |